# Messa a quattro voci da Cappella (Monteverdi, 1650)
Die von Claudio Monteverdi komponierte Messa a quattro voci da Cappella wurde 1650 postum in einer Sammlung geistlicher Musik veröffentlicht. Das genaue Kompositionsdatum ist nicht bekannt. Es ist möglich, dass die Messe anlässlich einer Weihnachtsmesse in San Marco in Venedig entstand, da Monteverdi während seiner Anstellung in Venedig jährlich eine Messe für Heiligabend zu komponieren hatte. Allerdings sind aus Monteverdis Jahren in Venedig lediglich zwei Messen überliefert: diese und die in der Sammlung Selva morale e spirituale von 1641 enthaltene Messa a 4 da Cappella.

## Musik
Es handelt sich um eine vierstimmige Messe mit Basso continuo (üblicherweise Orgel) im Stile antico. Die Tonalität der Messe ist dorisch auf dem Grundton G. Allerdings bediente sich Monteverdi bei der Komposition nicht nur der aus dem 16. Jahrhundert stammenden Stilmittel des Stile antico, sondern ließ auch neuere Kompositionstechniken einfließen. Dies äußert sich insbesondere in der Virtuosität des Stimmsatzes der enthaltenen Gesangs-Duette und -Trios. Aus einem Motiv im ersten Kyrie-Teil, bestehend aus einer absteigenden Tonleiter gefolgt von zwei aufsteigenden Terzen, gewann Monteverdi die kompositorische Basis für die Messe. Es kehrt in abgewandelter Form, zum Beispiel in seiner Umkehrung, in anderen Messe-Teilen wieder.